# Nordische Skiweltmeisterschaften 1930/Teilnehmer (Finnland)
Finnland nahm an den Nordischen Skiweltmeisterschaften 1930 am Holmenkollen in der norwegischen Hauptstadt Oslo mit einer Delegation von 12 Athleten teil.
Dazu kamen noch einige Militärsportler, die teils sehr erfolgreich am Militärpatrouillenlauf und dem Militär-Skilanglauf über 30 km teilnahmen.
Finnland eroberte durch Tauno Lappalainen im Skilanglauf über 17 km und Adiel Paananen im Dauerlauf über 50 km zwei Bronzemedaillen. Dazu kamen noch sechs Top-Ten-Plätze.

## Teilnehmer an den Weltmeisterschaftswettbewerben
| Athlet             | Verein                        | Wettbewerb            | Rang |
| ------------------ | ----------------------------- | --------------------- | ---- |
| Björklund          |                               | Skilanglauf 50 km     | 28.  |
| Huttunen           |                               | Skilanglauf 50 km     | 14.  |
| Huttunen           | Skilanglauf 17 km             | 12.                   |      |
| Martti Lappalainen | Pohjois-Karjalan Hiihtoseuraa | Skilanglauf 50 km     | 4.   |
| Martti Lappalainen | Pohjois-Karjalan Hiihtoseuraa | Skilanglauf 17 km     | 6.   |
| Tauno Lappalainen  | Pohjois-Karjalan Hiihtoseuraa | Skilanglauf 50 km     | DNF  |
| Tauno Lappalainen  | Pohjois-Karjalan Hiihtoseuraa | Skilanglauf 17 km     | 3.   |
| Lempinen           |                               | Skilanglauf 50 km     | 23.  |
| Väinö Liikkanen    | Virolahden Sampo              | Skilanglauf 50 km     | 9.   |
| Väinö Liikkanen    | Virolahden Sampo              | Skilanglauf 17 km     | 8.   |
| Paavo Nuotio       | Lahden Hiihtoseura            | Nordische Kombination | DNF  |
| Paavo Nuotio       | Lahden Hiihtoseura            | Skispringen           | DNF  |
| Toivo Nykänen      | Lahden Hiihtoseura            | Nordische Kombination | 19.  |
| Adiel Paananen     | Saarijärven Pullistus         | Skilanglauf 50 km     | 3.   |
| Adiel Paananen     | Saarijärven Pullistus         | Skilanglauf 17 km     | 13.  |
| Olavi Remes        |                               | Skilanglauf 17 km     | 10.  |
| Veli Saarinen      | Lahden Hiihtoseura            | Skilanglauf 50 km     | 6.   |
| Veli Saarinen      | Lahden Hiihtoseura            | Skilanglauf 17 km     | 5.   |
| ?                  |                               | Skilanglauf 17 km     | 14.  |

## Teilnehmer an den Militärwettläufen
| Athlet                  | Verein | Wettbewerb                               | Rang |
| ----------------------- | ------ | ---------------------------------------- | ---- |
| Eino Kuvaja, Luutnantti |        | Militärpatrouillenlauf                   | 6.   |
| Aarne Valkama           |        | Militär-Skilanglauf 30 km Altersklasse 1 | 1.   |
| K. Mikonen              |        | Militär-Skilanglauf 30 km Altersklasse 2 | 3.   |